# Дів'яке-Караваста
Національний парк Дів'яке-Караваста — один з національних парків Албанії, розташований на заході країни, в болотистій низині біля узбережжя Адріатичного моря
Парк створено 2007 року, він займає площу 222,3 км². Місцевість було внесено до списку Рамсарської конвенції 1994 року. Центральний офіс національного парку знаходиться в місті Дів'яка.

## Географія
Парк знаходиться в історичному регіоні Албанії Музаке. Основним природним об'єктом парку є 4 лагуни, серед яких Караваста — найбільша лагуна в Албанії та одна з найбільших у Середземномор'ї. Також на території парку знаходяться піщані дюни, прибережні соснові ліси, дельти річок Шкумбіні та Семан.
Клімат парку середземноморський, відносно сухий, випадає близько 1000 мм опадів на рік. Ґрунти різноманітні: сірі підзолисті, солоні, алювіальні, піщані.

### Пам'ятки природи
Парк містить 8 пам'яток природи.
- Геологічні
  - Острів Пелікан
  - Острів Куларі. Невеликий острівець у дельті річки Шкумбіні
  - Нова коса лагуни Дів'яке
  - Дюни оази Дів'яке
- Гідрологічна
  - Лагуна Годдула
- Ботанічні
  - Сосна в оазі Дів'яке (410-річна)
  - Сосна на пагорбі в селі Круєкук[sq] (висотою в 10-12 м, діаметром стобура 60 см)
  - В'язи на кладовищі села Жарнец[sq] (5-6 дерев, висотою 5-6 м, діаметром стовбура 35 см)

## Біорізноманіття
Парк є цінним оселищем водоплавних птахів. Основним видом є пелікан кучерявий, який є центром активностей парку, зокрема день пелікана святкується щорічно 10 травня. У парку гніздиться до 5% світової популяції цього виду.
Серед інших важливих прибережних птахів крячок малий та дерихвіст лучний. У парку також трапляються хижі птахи орлан-білохвіст та лунь степовий.
Рідкісні ссавці представлені видрою та підковиком великим.
Ліси в межах парку складені переважно сосною італійською, з домішками ялівцю, дубів, ясенів. Серед важливих ендеміків парку — орхідеї Orchis albanica та гібрид Orchis x paparistoi.

## Культурна спадщина
Поблизу парку розташована церква св. Афанасія, виконана у візантійському стилі в кінці XVIII століття.